# Jolanta Szymanek-Deresz
Jolanta Dorota Szymanek-Deresz (Przedbórz, 12 de julho de 1954 — 10 de abril de 2010) foi uma política da Polónia. Ela foi eleita para a Sejm em 25 de Setembro de 2005 com 9723 votos em 16 no distrito de Płock, candidato pelas listas do partido Democratic Left Alliance.
Foi uma das vítimas do acidente do Tu-154 da Força Aérea Polonesa.